# Agapetus latosus
Agapetus latosus är en nattsländeart som beskrevs av Ross 1951. Agapetus latosus ingår i släktet Agapetus och familjen stenhusnattsländor. Inga underarter finns listade i Catalogue of Life.